# Гуардьяльфьера
Гуардьяльфьера (итал. Guardialfiera) — коммуна в Италии, располагается в регионе Молизе, в провинции Кампобассо.
Население составляет 1172 человека (2008 г.), плотность населения составляет 27 чел./км². Занимает площадь 43 км². Почтовый индекс — 86030. Телефонный код — 0874.
Покровителем коммуны почитается святой Гауденций из Новары, празднование 1 июня.
В числе достопримечательностей — церковь Санта-Мария-Ассунта.

## Демография
Динамика населения:

## Администрация коммуны
- Официальный сайт: